# Китасиракава-но-мия Сатонари
Принц Сатонари из линии Китасиракава (яп. 北白川宮智成親王 Китасиракава-но-мия Сатонари:,  22 июля 1850, Киото — 10 февраля 1872, Токио) — 1-й глава дома Китасиракава-но-мия (1872—1872), представитель одной из младших ветвей японской императорской фамилии.

## Биография
Родился в Киото. Тринадцатый сын принца Фусими Кунииэ (1802—1872), 20-го главы дома Фусими-но-мия (1817—1848). Фусими-но-мия была старейшей из четырёх ветвей императорской семьи, которая могла претендовать на Хризантемовый трон после пресечения основной императорской линии. В 1860 году император Комэй (1846—1867) признал принца Сатонари в качестве потенциального наследника императорского престола.
Когда принц Сатонари родился, Япония ещё находилась под управлением сёгуната Токугава. В 1866 году принц стал буддийским священником и был назначен на службу в храм Сёго-ин в Киото. В 1867 году во время Реставрации Мэйдзи принц Сатонари вернулся к светской жизни. В 1872 году император Мэйдзи пожаловал ему титул Китасиракава-но-мия и разрешил основать новую боковую линию (окэ) императорского дома.
Но принц Китасиракава Сатонари скончался в том же году в возрасте 21 года, не оставив после себя детей. После его смерти титул главы дома Китасиракава-но-мия унаследовал его старший брат, принц Китасиракава Ёсихиса (1847—1895).